# Палаючий корабель
Фрактал палаючий корабель, створений і вперше описаний Майклом Мішелічем та Отто Е. Росслером у 1992 році, генерується шляхом ітерації функції:
{\displaystyle z_{n+1}=(|\operatorname {Re} \left(z_{n}\right)|+i|\operatorname {Im} \left(z_{n}\right)|)^{2}+c,\quad z_{0}=0}
на комплексній площині {\displaystyle \mathbb {C} }. До фракталу належать точки {\displaystyle c}, для яких послідовність {\displaystyle z_{n}} є обмеженою. Відмінність цієї функції від її відповідника для множини Мандельброта зводиться до застосування модуля до дійсної і уявної частини перед піднесенням до квадрата в кожній ітерації. Відображення не є аналітичним, оскільки його дійсна і уявна частини не виконують умов Коші-Рімана.
|               |
| Цілий фрактал |

|                                                    |
| Багаторазове збільшення "кораблика" заднього плану |